# Sarugaku
Sarugaku (猿楽?, letteralmente "musica di scimmie") era una forma di teatro popolare in Giappone, dall'XI al XIV secolo. Deriva dal "sangaku", una forma di intrattenimento simile al circo d'oggi, che consisteva soprattutto in acrobazie, pantomime e danze accompagnate da tamburi.
È stato importato in Giappone dalla Cina nell'VIII secolo e fuso con tradizioni indigene.
Dall'XI secolo la forma iniziò a favorire la comicità, mentre altri elementi scomparvero. Alla fine del XII secolo il termine "sarugaku" includeva dialoghi comici basati su giochi di parole (toben), danze improvvisate comiche (rambu), piccole scene con diversi attori, e arrangiamenti musicali basati sulla tradizione cortese.
Durante il XIII secolo, ci fu una generale propensione verso la standardizzazione delle parole, dei gesti, degli arrangiamenti musicali, così come verso l'adozione del sistema delle gilde (za), dai quali derivano tutte le scuole Nō attuali. Il Kyogen stesso deriva dal sarugaku. 
Di particolare importanza è lo sviluppo di compagnie di sarugaku nello Yamato, intorno Nara e Kyoto durante il periodo Kamakura e inizio Muromachi. In particolare, il gruppo di sarugaku-nō "Yuzaki", diretto da Kan'ami, si è esibì davanti al giovane shogun Ashikaga Yoshimitsu. Il successo di questa performance e il conseguente patrocinio shogunale, tolse per sempre questa forma d'arte dal suo passato plebeo. Da quel momento, il termine sarugaku fece spazio alla sua attuale nomenclatura, Nō.
In giapponese il termine "Sarugaku" è anche usato in altri contesti per riferirsi ad un lavoro o ad una professione che sembra trattare gli impiegati come fonte di intrattenimento più che come professionisti.